# Hostivice
Hostivice je město v okrese Praha-západ ve Středočeském kraji. Leží na silnici spojující Prahu a Karlovy Vary, při západní hranici Prahy, centrem ve vzdálenosti asi 4 km od ní. Žije zde přibližně 9 200 obyvatel.
Hostivice se nachází v mírně zvlněné krajině, ohraničené z východu návrším Bílá hora. Nadmořská výška náměstí je 341 metrů.

## Historie
Dnešní město vzniklo postupným sloučením čtyř původně poddanských vsí, které dodnes tvoří jeho územní části:

#### Hostivice
Hostivice je poprvé zmiňována roku 1277. Vznikla na území lesa Hostivce pravděpodobně v době Přemysla Otakara II., kdy se zde usídlili obyvatelé z dnešního území Malé Strany, což mohlo mít souvislost s budováním Malé Strany Přemyslem Otakarem II. jako Nového Města. Vznikl tu kamenný kostel sv. Jakuba a několik svobodných dvorců. Je složité určit jednotlivé vlastníky.

#### Litovice (dříve též Letovice)
Litovice vznikly kolem litovické tvrze, poprvé jsou doloženy roku 1213, kdy je uveden jako majitel tvrze Bořita z Letovic. Roku 1266 je zmíněn Řehník z Letovic, člen rodu pánů z Dražic.

#### Břve
Břve jsou známy již roku 1184, kdy patřily valdsaskému klášteru.

#### Jeneček (původní název Malý Jenč)
Jeneček je doložen roku 1363, když pražský chrám a špitál sv. Lazara směnil s královým svolením roku 1363 pozemky zde a v Knovízi za zboží ve Lhotě u Kouřimi. Na začátku 16. století patřil se Ludvíku Bezdružickému z Kolovrat. Dále jsou zmiňováni Jan a Zdislav z Kolovrat, kteří Jeneček roku 1563 prodali Evě Štampachové, rozené z Údrče. Odkazem ves přešla na Jindřicha Štampacha ze Štampachu, roku 1586 na Ludmilu Vřesovcovou z Vřesovic. Nakonec se Jeneček dostal k Žďárským ze Žďáru k Červenému Újezdu.
Všechny vesnice byly zprvu vlastněny nezávisle, postupně se však vlastnictví většiny z nich sjednotilo.

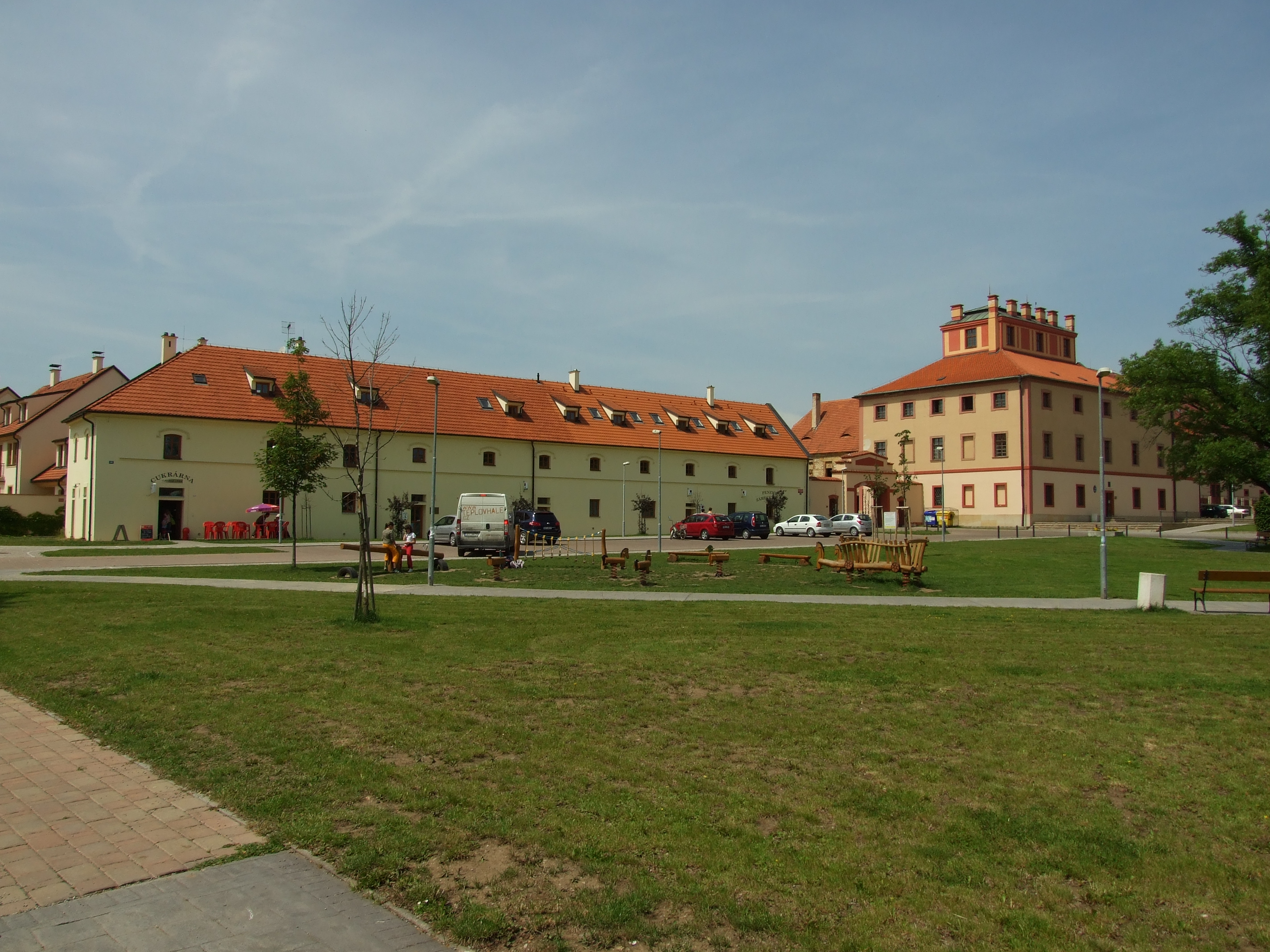
Hostivický zámek, který se nachází na Husově náměstí v centru města

Významnou majitelkou byla v osmnáctém století velkovévodkyně Anna Marie Františka Terezie Toskánská, která centru Hostivice vtiskla stavbou zámku a fary barokní ráz.
Devatenácté století znamenalo především rozvoj dopravy. Hostivice se stala regionálním železničním uzlem mezi Prahou a Kladnem; koněspřežná dráha z Brusky (dnešní Dejvice) do Vejhybky (dnes Kladno) a do Lán, procházející územím obce, vznikla již roku 1830. Později se v Hostivici objevil i lehký průmysl (jako první byla založena šroubárna).
Ve dvacátém století se obec postupně rozvíjela v sídelní oblast Prahy. Rostl počet obyvatel a postupně se oslaboval zemědělský charakter území. Vznikla nová čtvrť Palouky při hranici s Ruzyní a byly zastavěny další plochy.
5. května 1945 bylo v Hostivici zastaveno německou hlídkou u domu čp. 123 auto hasičů z Úhonic, kteří jeli na pomoc Praze během Pražského povstání. Zabiti byli Karel Holub, Václav Horák, František Varcabo z Úhonic a Jaroslav Korecký z Drahelčic. Událost připomíná pamětní deska umístěná v Tyršově ulici.
Roku 1950 byly sloučeny obce Hostivice a Litovice, čímž bylo uzavřeno územní formování dnešního celku. Od roku 1978 je obec městem.
V současnosti[kdy?] město prochází etapou rychlého růstu a urbanizace. Pokračuje rušení polí na území města a intenzivní výstavba rodinných domků. Hostivice slouží jako sídelní obec pro mnoho osob dojíždějících za prací do Prahy.

### Územněsprávní začlenění
Dějiny územněsprávního začleňování zahrnují období od roku 1850 do současnosti. V chronologickém přehledu je uvedena územně administrativní příslušnost města (obce) v roce, kdy ke změně došlo:
- 1850 země česká, kraj Praha, politický okres Smíchov, soudní okres Unhošť[6]
- 1855 země česká, kraj Praha, soudní okres Unhošť
- 1868 země česká, politický okres Smíchov, soudní okres Unhošť
- 1893 země česká, politický okres Kladno, soudní okres Unhošť[7]
- 1939 země česká, Oberlandrat Kladno, politický okres Kladno, soudní okres Unhošť[8]
- 1942 země česká, Oberlandrat Praha, politický okres Kladno, soudní okres Unhošť[9]
- 1945 země česká, správní okres Kladno, soudní okres Unhošť[10]
- 1949 Pražský kraj, okres Praha-západ[11]
- 1960 Středočeský kraj, okres Praha-západ
- 2003 Středočeský kraj, obec s rozšířenou působností Černošice

### Rok 1932
V obci Hostivice (přísl. Jeneček, 2269 obyvatel) byly v roce 1932 evidovány tyto živnosti a obchody:
- Instituce a průmysl: poštovní úřad, telegrafní úřad, četnická stanice, katolický kostel, sbor dobrovolných hasičů, parní a vodní armatury, slévárna kovů, 3 cihelny, elektrárna, výroba hořčice, koželužna, 2 mlýny, výroba prádla, státní velkostatek.
- Služby (výběr): 2 lékaři, biograf Sokol, cukrář, čalouník, drogerie, hodinář, 5 hostinců, 3 kapelníci, konsum Včela, železniční konsum, soustružník, městská spořitelna v Unhošti, spořitelní a záložní spolek pro Hostivice, stavební a spotřební družstvo, velkoobchod se střelivem, 2 vetešníci.

V obci Litovice (přísl. Břve, Jeneček, 1812 obyvatel, telegrafní úřad, sbor dobrovolných hasičů, samostatná obec se později stala součástí Hostivic) byly v roce 1932 evidovány tyto živnosti a obchody: autodílna, 3 autodopravci, cihelna, obchod s dobytkem, výroba dřevěného zboží, obchod s dřívím, holič, 7 hostinců, klempíř, 2 koláři, 3 krejčí, obchod s kůžemi, lakýrník, 2 malíři, 3 obuvníci, pekař, výroba umělé pemzy, 5 rolníků, řezbář, 4 řezníci, 13 obchodů se smíšeným zbožím, stavební družstvo Dělnický dům, 2 švadleny, 5 trafik, truhlář, obchod s uhlím, státní velkostatek, zámečník, zednický mistr.

## Obyvatelstvo

### Počet obyvatel
Počet obyvatel je uváděn za Hostivice podle výsledků sčítání lidu včetně místních části, které k nim v konkrétní době patřily. Je patrné, že počet obyvatel v posledních letech roste. V celé hostivické aglomeraci žije necelých 9 tisíc obyvatel.
| 1869  | 1880  | 1890  | 1900  | 1910  | 1921  | 1930  | 1950  | 1961  | 1970  | 1980  | 1991  | 2001  | 2011  |
| ----- | ----- | ----- | ----- | ----- | ----- | ----- | ----- | ----- | ----- | ----- | ----- | ----- | ----- |
| 1 661 | 2 009 | 2 267 | 2 291 | 2 564 | 2 802 | 4 248 | 4 113 | 4 327 | 4 157 | 4 310 | 4 021 | 4 586 | 8 224 |

| 1869 | 1880 | 1890 | 1900 | 1910 | 1921 | 1930 | 1950 | 1961 | 1970 | 1980 | 1991  | 2001  | 2011  |
| ---- | ---- | ---- | ---- | ---- | ---- | ---- | ---- | ---- | ---- | ---- | ----- | ----- | ----- |
| 192  | 224  | 234  | 254  | 298  | 333  | 660  | 861  | 881  | 905  | 988  | 1 093 | 1 307 | 2 049 |

## Název
Místní jméno Hostivice, které znamenalo Hostivítovu ves, je původně jednotného čísla. Podle výkladu Augusta Sedláčka jde o zpodstatnělý ženský tvar přivlastňovacího přídavného jména utvořeného z osobního jména Hostivít týmž způsobem jako v místních jménech jiných tvaru mužského (Bezděz z Bezděd, Bolelúc z Bolelút a podobně) a znamená Hostivítova ves. Redakce časopisu Naše řeč v roce 1921 označila tento výklad za zcela pravděpodobný a vlastně jediné možný, třebaže jde o ne právě častý případ zpodstatnění takového přivlastňovacího přídavného jména v rodě ženském a zpravidla se takto zpodstatňují tvary mužské (Boleslav, Příbram, Litomyšl, Budeč, které původně byly rodu mužského), zatímco ženské tvary přivlastňovacích přídavných jmen se obvykle udržují jen jako adjektiva, tj. v doprovodu příslušných podstatných jmen, jako jsou Kněževes (= knězova ves), Uhříněves (= Uhřínova ves), Nelahozeves (= Nelahodova ves) apod.
Doložena jsou označení Hospřid z Hostivice (Arch. Č. 6, 407 z roku 1422); dvuor v Hostivici (t. 25, 227 z roku 1422); dvoru jeho v Hostivici, ješto slove Čeňkovský (t. 1, 543 z roku 1454); proti Oldřichovi Odúcovi z Hostivice (Desky 2, 322 z roku 1463); Žibřida z Jistebnice a na Hostivici (Arch. Č. 13, 9 z roku 1503); položen rok na den sv. Barbory v Hostivici (Hájek 214a) a jiné.
Pro původ názvu v jednotném čísle se vyjádřili i přední odborníci ve vědě o vlastních jménech, Vladimír Šmilauer a Antonín Tejnor, vědecký pracovník ÚJČ a hostivický rodák. K domněnce, že jméno Hostivice vzniklo z názvu pražských poddaných (tedy jako množný tvar), dospěl Gelasius Dobner na základě mylného čtení listiny Přemysla Otakara II., v níž jsou poddaní přesídlení do této oblasti z pražského podhradí při budování Malé Strany nazýváni hostinci, nikoliv hostivci, jak četl Dobner.
Tvarem se však jméno Hostivice podobá četným místním jménům odvozeným ode jmen osobních příponou -ice (pův. -ici) jako jména rodová nebo čelední, jako jsou Hostomice, Hostovlice, Hostětice, Hostice, Hostkovice apod., a tedy neodolalo jejich vlivu, a zároveň s původními tvary a vedle nich se tak odedávna (přinejmenším od 15. století) vyskytovaly i tvary množné: Hospřid z Hostivic (Arch. Č. 25, 420 z roku 1426), na dvuor v Hostivicích (t. 2, 457 a 461 z roku 1454), Aleš řečený Odúc a Anna manželé z Hostivic (t. 2, 477 z roku 1454), na vsech Klíčanech, Hostivicích a Tišiciech (t., 6, 578 z roku 1498) a j. Na rozdíl od místních jmen původu apelativního (Skalice, Sušice, Kamenice, Roudnice, Sedlice) anebo místních jmen spojených s názvy řek a potoků (Olešnice, Bystřice, Rokytnice, Kamenice) nebylo jméno Hostivice před tímto vlivem nijak chráněno.
Spisek Brus jazyka českého z roku 1881 uvádí tuto obec jako druhý ze čtyř příkladů názvů, u nichž „jsme v rozpacích“ při volbě správného tvaru. Kotyškův místopisný slovník z roku 1895 uvádí jako novodobý úzus množné číslo. Podle jazykové poradny Ústavu pro jazyk český se jméno města správně používá jak v jednotném čísle ženského rodu (ta Hostivice), tak v pomnožné variantě téhož rodu (ty Hostivice). V „často kladených otázkách“ poradna udává jméno Hostivice jako příklad jména s oběma možnými skloňováními. Obě varianty uvádí jako rovnocenné rovněž publikace Aleny Polívkové Naše místní jména a jak jich užívat. Lingvistka Anna Černá v roce 2016 v jazykovém koutku akademického časopisu Živa jmenuje názvy Hostivice, Prčice a Trstenice jako příklady názvů, které mohou mít jak tvary čísla jednotného, tak množného, a název Hostivice používá dokonce jako označení tohoto typu: „jména ze skupiny Hostivice mohou mít tvary jednotného i množného čísla“. K tomu obecně připomíná, že „bývá obvyklé, že místní tradice jednu z možností výrazně upřednostňuje.“ onomastik Pavel Štěpán z ÚJČ AVČR v roce 2019 uváděl, že původní podoba je „ta Hostivice“, avšak dnes se už připouští i „ty Hostivice“, přičemž starousedlíci většinou říkají „ta Hostivice“, ostatní spíše „ty Hostivice“.
Poté, co redakce Naší řeči v roce 1921 zmínila na základě Kotyškova místopisného slovníku jednotné číslo jako „tvar dnes snad už zaniklý“, podobně jako se množné číslo ujalo u názvu Teplice, napsalo hostivické zastupitelstvo redakci Naší řeči přípis, že „lid domácí neříká jinak než »do Hostivice, v Hostivici« a jen cizinci a přistěhovalci že skloňují »do Hostivic, v Hostivicích«“. Redakce Naší řeči tak v roce 1923 uvedla, že „tím se situace úplně změnila“, protože u místních jmen redakce vždycky kladla váhu na to, jak se to jméno skloňuje v ústech domácího lidu, a že tedy „není ovšem proč hájiti tvaru pomnožného, když skloňování jednotné, »z Hostivice, v Hostivici«, je nejen lidové, ale i původní, přes novotvary pomnožné, v starší tradici zachované“. V reakci na to však redakce dostala naopak reakci jiného místního obyvatele, že se „mezi lidem nikdy neřekne »do Hostivice«, nýbrž vždycky jen »do Hostivic«“, a redakce se tak v roce 1926 opět vrátila k názoru, že „je-li v užívání dnes tvar pomnožný, náleží mu přednost, třeba není původní“. Sloupek Technetu v roce 2019 také tvrdí, že „obyvatelé Hostivice většinou mluví o »těch Hostivicích« a stejně tak dobové materiály a zápisy pyrotechniků (ze 40. let 20. století) téměř výhradně používají množné číslo“.
V souboru dopisů hostivického rodáka, zpěváka Františka Veselého hostivickému hostinskému Miroslavu Neradovi je obsažen též list z 12. dubna 1950, v němž Veselý, ve věku 86 let, reaguje na hostinského sdělení, že se u něj sešli „všichni hostinští a holiči z Velkých Hostivic“, tím, že je mu množné číslo pro místní jméno Hostivice proti mysli, a výčtem dokladů a dokumentů, kde je použito číslo jednotné. Shrnuje pak slovy: „Jak to je nyní se způsobem označování obce Hostivice, ovšem nevím, ale za svých mladých let, kdy jsem v Hostivici pobýval více nebo méně dlouho a stýkal se hojně s lidmi tam usedlými, neslyšel jsem nikdy jinak než: ten je z Hostivice‚ šel až k Hostivici, vidíme na Hostivici, mluvili o Hostivici, leží to v Hostivici, tedy vesměs jen v čísle jednotném. A bylo by věru škoda, kdyby tento způsob vyjadřování byl opuštěn, způsob, který lid v obci usedlý jistě podědil po svých předcích za mnohá a mnohá staletí. Stala-li se obec Hostivice – po připojení Litovic‚ Břvů, Jenečka „velkou“, proto není ještě zapotřebí, aby se přestěhovala z čísla jednotného do čísla množného. Podívejme se na obec Hořelice. Myslím, že se nemýlím; tato obec má svůj název též v jednotném čísle a že se tam mluví: jsem z Hořelice a nikoli: jsem z Hořelic, ačkoli hned vedle jsou Drahelčice, které mají své jméno v čísle množném.“ Badatel hostivické historie Jiří Kučera uvádí, že co nahlédl do starých písemností vrchnostenského úřadu, používají se obě možnosti, i když asi převažuje „ta Hostivice“, a že záleželo asi na osobě pisatele a jeho místní znalosti. Osobně se Kučera kloní k tomu, že místně správnější je „ta“ Hostivice. Tato forma se podle něj používá i ve všech oficiálních písemnostech vyhotovovaných orgány města.
Dříve údaj o jednotně doporučeném tvaru uváděl Statistický lexikon obcí, později (např. v roce 2005) však již u názvů žádné mluvnické údaje neuvádí. Český statistický úřad ve svém registru uvádí Hostivici ve skloňování v čísle jednotném.

## Symboly města
Znakem města je červeno-modře polcený štít, v patě stříbrná kvádrovaná hradba s cimbuřím a modrým ozubeným kolem. Vpravo tři stříbrné podkovy (2, 1), vlevo zlatá do oblouku vztyčená větev vinné révy se třemi listy.
Městu byla udělena rovněž vlajka, která je ze znaku odvozena.
Výklad symbolů podle oficiálního webového serveru města: Červené pole heraldicky vpravo (z pohledu pozorovatele vlevo) se třemi stříbrnými podkovami znamená vlastní Hostivice, vychází z erbu vladyky Jindřicha z Hostivice a ze Semčic, který zde vlastnil majetek v roce 1496. Modré pole s větví vinné révy připomíná Litovice a odkazuje na erb Řehníka z Litovic (prvního známého majitele Litovic) a rod Dražiců. Stříbrná zeď symbolizuje městský status (žádná ves tvořící dnešní město nebyla nikdy opevněna), pět stínek naznačuje pět městských částí (v době schválení Hostivice I, Hostivice II-Litovice, Hostivice III-Jeneček, Hostivice IV-Břve a Hostivice V-Palouky). Modré ozubené kolo připomíná průmyslovou výrobu a novodobý rozvoj obce a posléze i města.

## Části obce
Pět stínek ve znaku města údajně symbolizuje pět částí: Hostivice I, Hostivice II-Litovice, Hostivice III-Jeneček, Hostivice IV-Břve a Hostivice V-Palouky.
Aktuálně se město Hostivice skládá
- ze dvou evidenčních částí (Hostivice, Břve)
- ze dvou katastrálních území (Hostivice, Litovice)
- ze čtyř základních sídelních jednotek:
  - Hostivice (v k. ú. Hostivice a v evidenční části Hostivice)
  - Průmyslová zóna Hostivice (v k. ú. Hostivice a v evidenční části Hostivice)
  - Litovice (v k. ú. Litovice a v evidenční části Hostivice)
  - Břve (v k. ú. Litovice a v evidenční části Břve)

Evidenční část Hostivice má jeden malý přesah a dvě malé exklávy na území ZSJ Břve (všechny tři dohromady jsou označeny jako díl 2 základní sídelní jednotky Břve).
- pás okraje lesa přilehlý k sídlišťátku Na Pískách, s domy Břevská čp. 559 a Komenského čp. 534
- parcelu st. 401, na níž podle RÚIAN stojí dům s adresou U Sušičky 673, který však nestojí u ulice U Sušičky, ale u ulice Břevská
- parcelu st. 62, na níž stojí hospodářské budovy bez čp. vedle domu Pod Rybníkem čp. 1073

Evidenční část Břve má malou exklávu v katastrálním území Hostivice, označenou jako díl 2 základní sídelní jednotky Hostivice. Jedná se o dvojici parcel 158/1 (na níž je evidovaná adresa již neexistujícího domu Za Krahulovem čp. 1125 mezi ulicemi Za Krahulovem, Lipová a Okrajová, v katastrální mapě je označená jako výběh) a 159 (v RÚIAN označená jako ulice Za Krahulovem).
Kromě jmen na mapách se používají i další místní názvy. Například
- Fluska je partie kolem Litovického potoka za zámkem
- Nouzov označuje malou čtvrť u železničního viaduktu po levé straně, vjíždíme-li do města od Prahy
- Zámeček je místní označení hostivického zámku
- Litovčák, Břevčák jsou místní běžné zkratky pro Litovický rybník a Břevský rybník
- Mlejn většinou označuje budovu bývalého mlýna na západním konci nádraží. Peterkův mlýn označený na mapách je spíše Peterkáč.

## Památky a významné objekty
Zámek Hostivice vznikl přestavbou staršího raně barokního zámečku z let 1689–1697 v letech 1734–1736 podle projektu Václava Špačka. Panoramatická freska bitvy na Bílé hoře je od Karla Josefa Moraviniho. Slouží jako sídlo městského národního výboru resp. městského úřadu a konají se v něm různé kulturní akce. Před zámkem stojí 9 metrů vysoký pískovcový mariánský sloup z roku 1734. Čtyřhranný sloup s mariánským reliéfem obklopují sochy svatých Vavřince,Kateřiny, Floriána a Víta. 
Jednolodní kostel sv. Jakuba Většího pochází z 13. století. Kněžiště je gotické, chrámová loď a mobiliář má převážně barokní charakter. Ke kostelu náleží barokní fara z let 1734–1736. Gotická dřevěná soška ve stylu krásných madon, tzv. Hostivická madona, je přítomna v kopii – originál je pro větší bezpečnost uložen jinde.
Litovická tvrz je gotický objekt původem ze 13. století, ovšem vícekrát přestavovaný. Je ve špatném technickém stavu a není využíván.
Na území města se nachází i řada hodnotných barokních kaplí poutní cesty spojující klášter v Hájku a Strahov, jejichž architektem byl Jan Schor (1686–1787). Několik z nich bylo díky úsilí místních nadšenců zachráněno, jiné byly během 20. století zničeny nebo zchátraly.
Kromě těchto významnějších památek je v Hostivici i řada dalších zajímavých objektů místního významu, které nemají památkový status. 

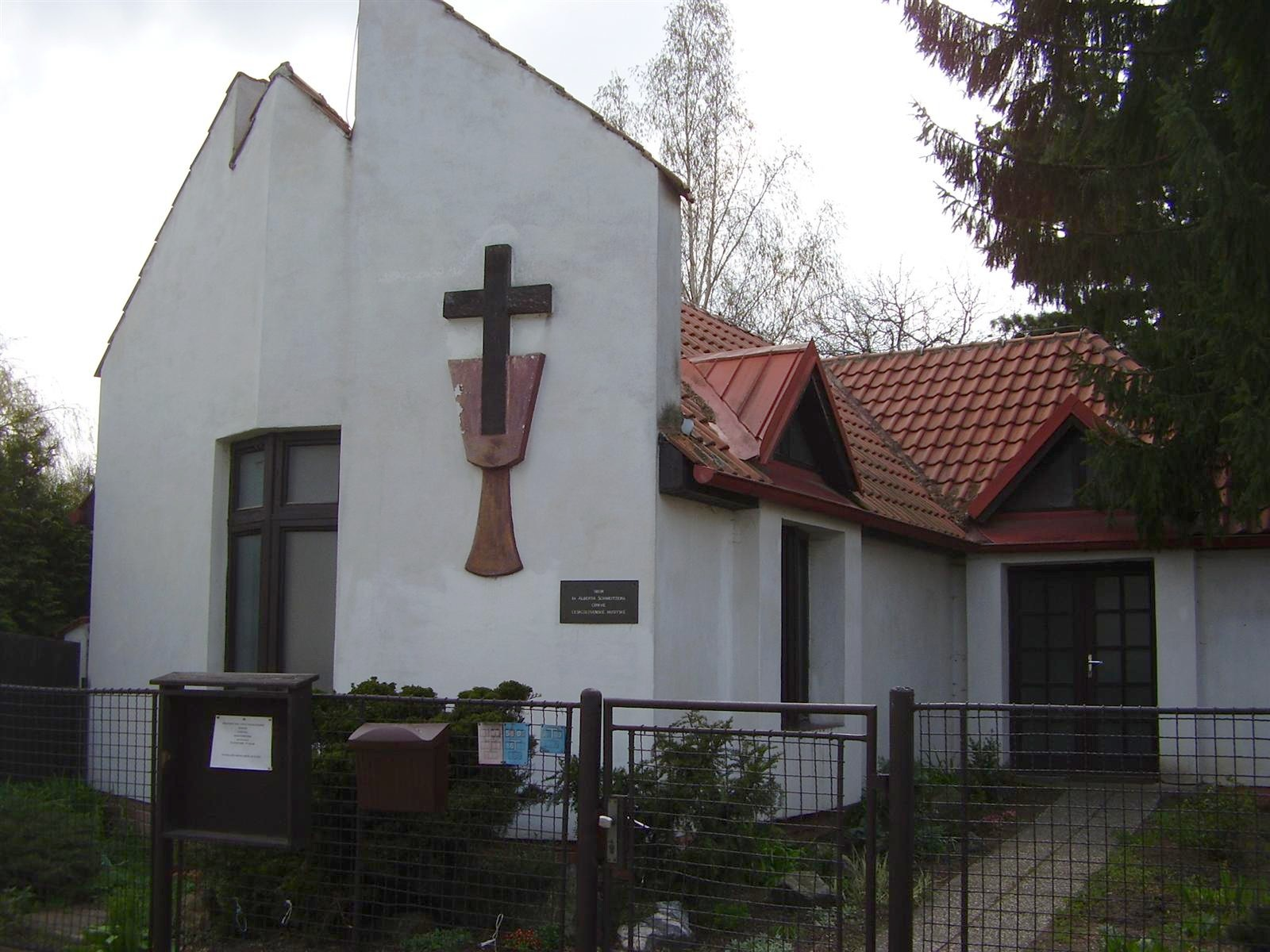
Modlitebna československé husitské církve v ulici „K nádraží“

## Politika
Po listopadu 1989 většinou vládly městské rady vedené ČSSD nebo KDU-ČSL. To se změnilo v roce 2002, kdy se vytvořila rada tvořená koalicí subjektů Hostivice 2006, ODS a US-DEU. Ve volbách 2006 jednoznačně zvítězila ODS. Zajímavostí voleb 2006 byl posun kandidáta ČSSD Davida Ratha ze spodních pozic kandidátky na první místo díky preferenčním hlasům.
| Kandidátní listina                 | zastupitelů | procent |
| ---------------------------------- | ----------- | ------- |
| Středočeši2012.cz                  | 7           | 36,33 % |
| Hostivice 2006                     | 3           | 16,33 % |
| ANO 2011                           | 3           | 14,64 % |
| TOP 09                             | 2           | 14,54 % |
| Komunistická strana Čech a Moravy  | 1           | 6,05 %  |
| Česká strana sociálně demokratická | 1           | 5,15 %  |
| celkem                             | 17          | 100,0 % |

| Strana či koalice                  | hlasů | procent |
| ---------------------------------- | ----- | ------- |
| Občanská demokratická strana       | 1553  | 49,70 % |
| Česká strana sociálně demokratická | 635   | 20,32 % |
| Komunistická strana Čech a Moravy  | 345   | 11,04 % |
| Strana zelených                    | 232   | 7,42 %  |
| KDU-ČSL                            | 195   | 6,24 %  |
| SNK Evropští demokraté             | 80    | 2,56 %  |
| Nez.demokraté                      | 30    | 0,96 %  |
| ostatní strany a koalice           | 55    | 1,76 %  |
| celkem                             | 3125  | 100,0 % |

Volební účast v roce 2006 byla 70,65 %.

## Společnost a kultura
Ve městě působí řada společenských a zájmových organizací. Pořádají se kulturní a jiné společenské akce. Poté, co vyhořel Dělnický dům, postrádá město dostatečně velký sál pro pořádání kulturních a společenských akcí.
K aktivním organizacím patří například Český svaz ochránců přírody Hostivice (ochrana a poznání přírody), Český svaz chovatelů Hostivice, Římskokatolická farnost Hostivice (koncerty vážné hudby v kostele) nebo místní mateřská škola (akce pro děti).

## Osobnosti
- František Xaver Franc (1838–1910), botanik a archeolog
- Josef Šafařík (1906–1987), salesiánský misionář v Peru
- František Josef Pelz (1848–1922), autor sokolské hymny; dlouho zde působil a posléze i zemřel. Jeho pamětní deska je umístěna na náměstí na budově bývalé školy.
- David Rath (* 1965), bývalý politik
- Václav Študent, pilot RAF za druhé světové války
- Ctibor Votrubec (1925–1997), geograf, geolog a afrikanista; bydlel zde
- Ota Váňa (* 1971), kytarista české rockové skupiny Kabát

## Školství
Ve městě funguje základní škola, mateřská škola, gymnázium a malotřídní základní škola pro děti se speciálními potřebami.
Od roku 2004 působí ve městě zařízení Fondu ohrožených dětí Klokánek.

## Hospodářství
Na území města převažuje drobný průmysl, služby a zemědělství. Nesídlí zde žádné velké firmy, obyvatelé spíše dojíždějí za prací do Prahy nebo i do Kladna.
Od poloviny roku 1928 do 40. let 20. století se v severozápadní části Litovic poblíž Jenečku nacházela lindbetonka – továrna na výrobu stavebních hmot, založená z iniciativy V. M. Havla. Postavenou pec a jámu pro těžbu cihlářské hlíny otevřel autor technologického postupu ing. Lindmann ze Stockholmu. Výrobky lindbetonky byly použity mimo jiné při výstavbě vilové čtvrti na Barrandově v Praze.

### Obchod a služby

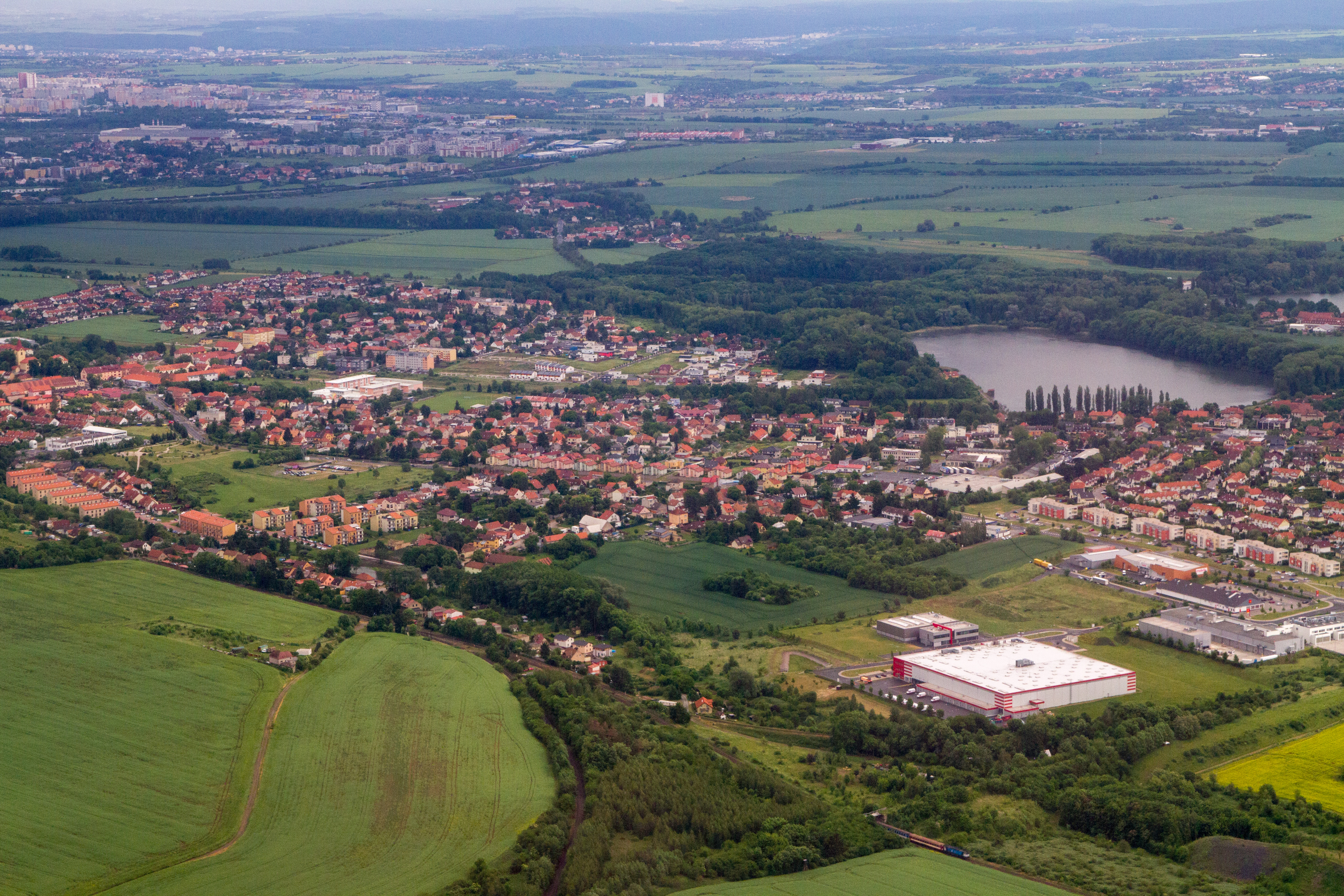
Letecký pohled

Na náměstí se nachází pobočka České spořitelny. V blízkosti náměstí byla vybudovaná prodejna Lidl, která vznikla na místě bývalé mlékárny. V západní části obce vznikl nově postavený supermarket Penny, který převzal prodejní plochu po diskontu Plus, a textilní obchod Kik. V září 2012 vznikl v části Jeneček hypermarket Tesco, v roce 2018 zde byla v centru obce otevřena prodejna Iceland na místě starší samoobsluhy ze sedmdesátých let 20. století, tu roku 2022 vystřídala drogerie Rossmann.
Také se zde nacházel velký obchod s potřebami pro malé děti Malvík, v současné době jej nahradil jiný řetězec s podobným sortimentem.
Ve městě jsou v provozu dvě vietnamské potravinové samoobsluhy, český market Litovka v části Litovice a na náměstí je obchod s farmářskými výrobky. V blízkosti města se východním směrem nachází několik pražských obchodních center.
Díky navyšování počtu obyvatel dochází k prudkému rozvoji výstavby jednotlivých obchodů v Hostivici i okolí, hlavně pak podél starší silnice z Prahy na Karlovy Vary, kde se bude stavět i Centrum Hostivice.

## Doprava

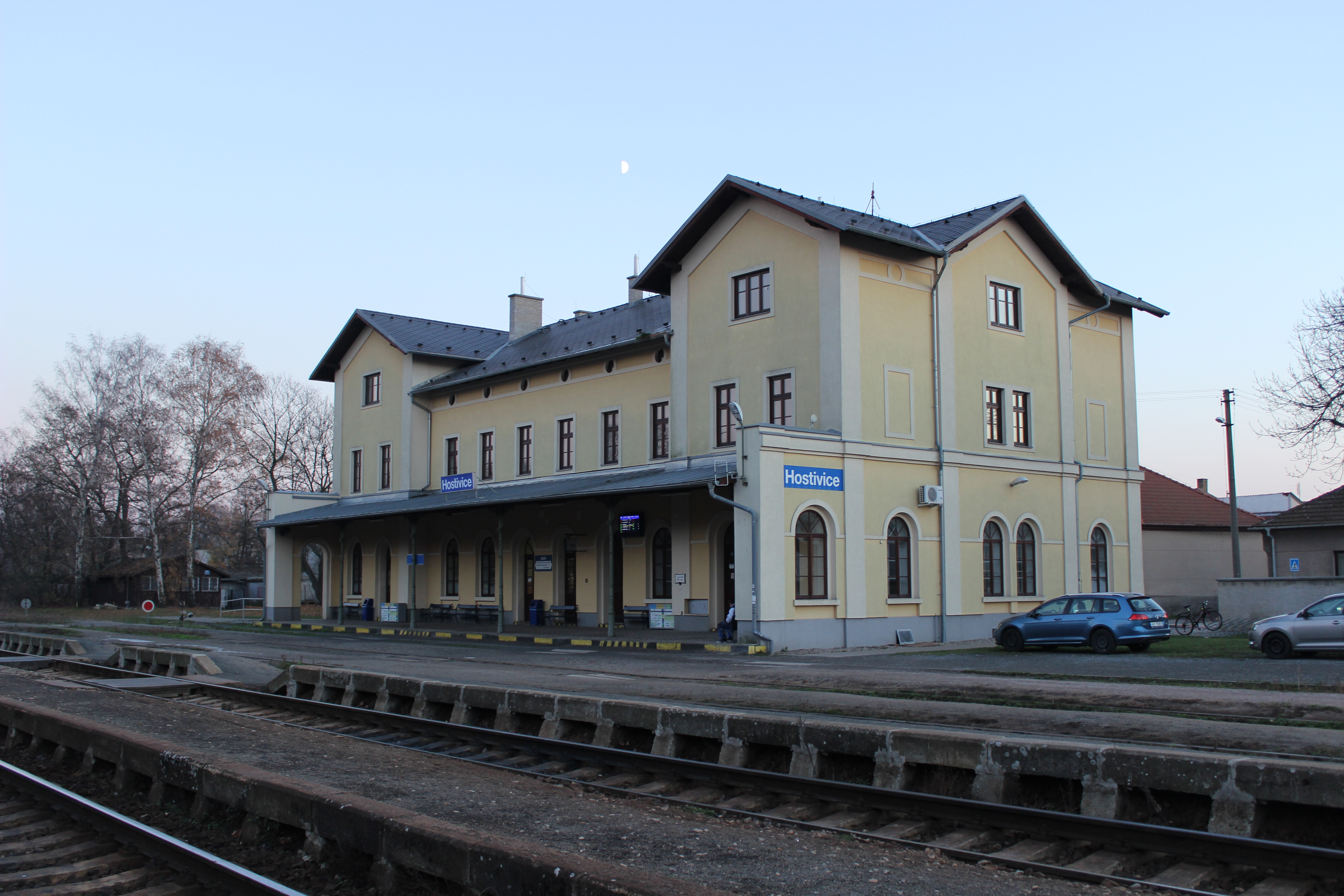
Nádražní budova

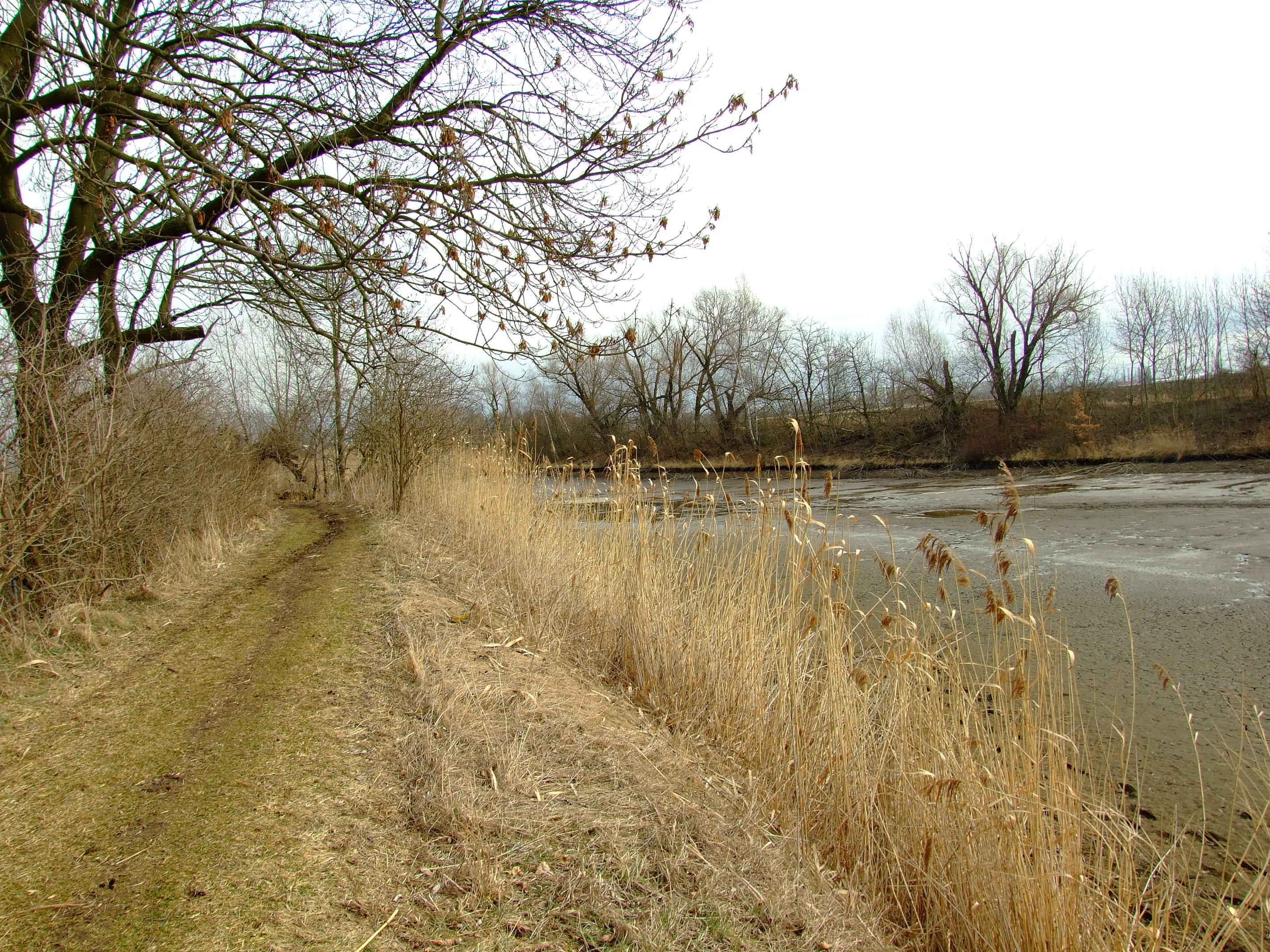
Cesta z Hostivice do Řep, částečně značena jako cyklostezka

V Hostivici se nachází nádraží vzniklé roku se 1863 stavbou Buštěhradské dráhy v trase bývalé koněspřežky (dnes frekventovaná trať Praha - Rakovník; v Hostivici zastavují všechny vlaky včetně rychlíků). Železniční trať Praha-Smíchov – Hostivice spojuje Hostivici se Prahou-Smíchovem, trať Rudná u Prahy – Hostivice s Rudnou u Prahy. V polovině 20. století byla Hostivice spojena také se starší tratí Praha – Rudná – Podlešín; úsek Hostivice – Středokluky byl v roce 1966 přeložen, v letech 1993–2006 zcela bez provozu, od 31. března 2007 slouží zrekonstruovaná trať nejen nákladní, ale i pravidelné osobní dopravě, dříve na této trati jezdil o víkendech cyklovlak, později jej nahradil Cyklohráček. Taktéž je na trati v provozu linka S54, která byla zavedena v prosinci 2015 na trase Hostivice – Středokluky a byla na ní vystavěna zastávka Dobrovíz-Amazon. Na přelomu let 2010/2011 prošla staniční budova hostivického nádraží několikaměsíční rekonstrukcí. S platností od 1. ledna 2011 byla rozšířena plná integrace na železniční trati č. 122 v úseku Hostivice – Rudná u Prahy. Plná integrace znamená, že ve vlaku platí nejenom předplatní jízdní doklady PID, ale i přestupní jízdenky PID pro jednotlivou jízdu. Na území města proběhla výstavba dvou železničních zastávek (Hostivice-Sadová a Hostivice-U Hřbitova). Další vývoj železniční dopravy na území města Hostivice má spočívat ve výstavbě rychlodráhy Praha – Kladno, která pravděpodobně přinese zastávku Hostivice-Jeneček.

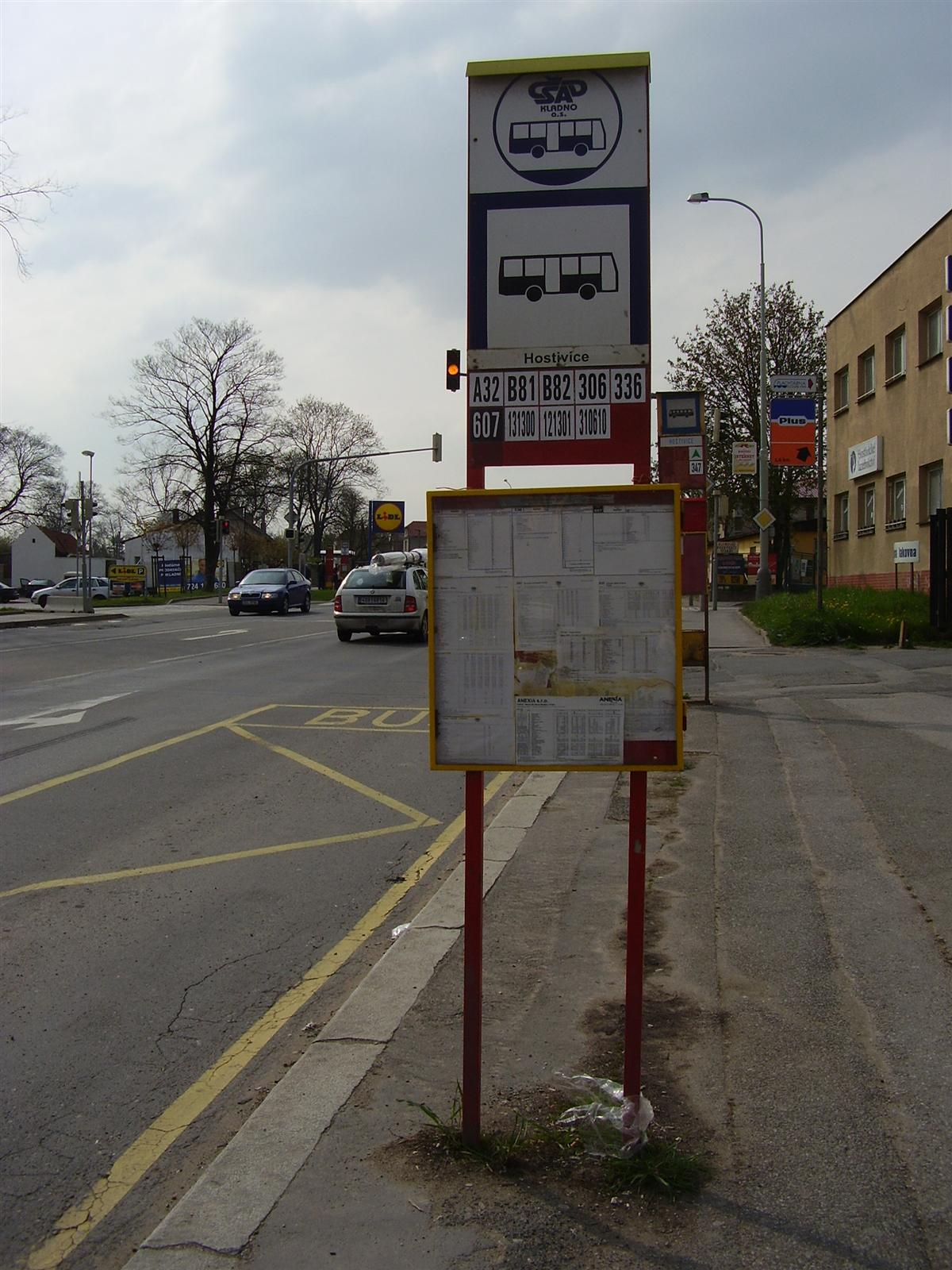
Autobusová zastávka Hostivice

Na území města zasahuje část Pražského okruhu, který se zde kříží se začínající dálnicí D6 (silniční tah E48) Prahy na Karlovy Vary.
Souběžně s touto silnicí vede silnice II/606 (dočasně, dokud neproběhne převod z ŘSD na kraj značená jako I/6J).
Silnice III. třídy na území města jsou:
- III/0054 od Sobína (Komenského ulice)
- III/0056 (Sobín) – Břve – Červený Újezd
- III/00513 Chýně – Litovice
- III/00518 Chýně – Litovice – II/606
- III/0064 (Litovická ulice)
- III/0065 (ulice Sportovců)

Silnice II/606, vedená ulicí Československé armády, tvoří dopravní páteř Hostivice. V roce 2010 kapacitně nedostačující a silnici částečně odlehčilo právě vybudování části dálnice D6 vedoucí stejným směrem severně od Hostivice. Protože v minulosti na hostivickém území došlo k závažným dopravním nehodám, byla na území města rychlost omezena na 40 km/h. Zmíněné omezení vzalo zasvé po otevření dálnice D6.
Po silnici je město spojeno Prahou a oblastí na západ od ní autobusovou dopravou, a sice již od 12. 11. 1994, tedy od zahájení provozu metra v úseku Nové Butovice – Zličín, kdy došlo k pokrytí linkou č. 357 (Zličín – Hostivice, Staré Litovice) . Na území města zajíždí několik linek Pražské integrované dopravy, konkrétně linky č. 306, 336, 365 (od 15. 12. 2019), 386 a 347. První čtyři zmíněné linky provozuje ČSAD Kladno, poslední linku Dopravní podnik Praha. Autobusové spoje zajíždějí v Praze ke stanicím metra Zličín a Nemocnice Motol. Od 11. 12. 2006 spojuje Hostivici s Prahou také jeden pár nočních spojů, které zajišťuje ČSAD Kladno a linka je v systému Pražské integrované dopravy vedena pod číslem 957. V nedávné minulosti jsme se na území města mohli také setkat s provozem linek č. 319, 357, 358 a 457. Posláním linky č. 319 v trase Hostivice, nádraží – Jeneč – Středokluky – Letiště Ruzyně bylo nahrazovat dopravu na tč. zastavené osobní dopravě na části železniční trati č. 121 v úseku Hostivice – Středokluky. Linka č. 357 v trase Zličín – Hostivice, Staré Litovice byla nejprve páteřní linkou, po zavedení ostatních linek začala plnit pouze funkci doplňkovou, později v provozu jen ve špičkách pracovního dne a později úplně zrušena. Linka plnila také funkci školního spoje, kdy byl jeden pár spojů prodloužen o úsek Hostivice, Staré Litovice – Chýně. Po kratičké období počátkem 21. století dostal školní autobus samostatné číslo linky, a sice 457. Číselnou řadu 400 proto, že se podle pravidel provozování PID jednalo o linku, která začínala a končila ve vnějším tarifním pásmu. V minulosti se Hostivic dotýkal i provoz autobusové linky č. 358 v trase Zličín – Sobín – Chýně, která byla vedena přes část Hostivice-Břve. Později byla linka zrušena, přičemž obsluhu části Hostivice-Břve převzala linka č. 347, vedená v trase Zličín – Chýně – Hostivice-Břve – Hostivice – Vypich – Motol. Další rozvoj linek PID se plánuje spolu se spuštěním integrace Rakovnicka a okolí (v první etapě v prosinci 2019 nahradí linky Středočeské integrované dopravy A32, B81, B82, B85 a dvě linky dopravců Anexia a ČSAD Slaný, spojující Prahu 6 s vesnicemi směrem na Rakovník a Nové Strašecí).
Od 15. prosince 2019 je Hostivice v souvislosti se změnami na Rakovnicku plně integrovaná v rámci systému PID.
Obsluhu zajišťují autobusové linky 306 (Kladno – Jeneč – Hostivice – Praha, Zličín), 336 (Hostivice, Ve Vilkách – Praha, Zličín), 365 (Stochov – Jeneč – Hostivice – Praha, Motol), 386 (Kladno – Bratronice – Unhošť – Hostivice – Praha, Zličín), 347 (Praha, Zličín – Chýně – Hostivice, Nádraží – Praha, Motol) a noční linka 957 (Hostivice, Ve Vilkách– Praha, Zličín – Praha, Sídl. Řepy).
Linka 347 byla od 15. prosince 2019 ve směru do Motola ukončena na nádraží v Hostivici, s výjimkou dvou spojů tam a jednoho zpět v pracovní dny, které byly zachovány z důvodu lepší dostupnosti k Nemocnici Motol.
S městem na severu sousedí areál letiště Praha-Ruzyně, které představuje pro místní obyvatele na jednu stranu dopravní spojení a pracovní příležitost, ale na druhou stranu město omezuje v rozvoji a příležitostně i zatěžuje hlukem nízko letících letadel. Hlavní přistávací a rozjezdové směry letiště však v současnosti nemíří nad Hostivici.
Pěší turistiky do přírody je omezena  na pozůstatky poutní cesty do Hájku ve směru na západ (tedy ke křivoklátským lesům) a starou pěší cestu do Řep. Do Sobína vede cyklostezka a s Břvemi a dalšími oblastmi jižně od Hostivice je obec spojena cestami v lesích.

## Sport
Hlavní sportovní organizací je TJ Sokol Hostivice. V Hostivici jsou dostupné například sporty fotbal, volejbal, atletika, šachy, házená nebo tenis. Potřebám sportovců slouží mimo jiné sokolovna v Hostivici, krytá hala v těsném sousedství sokolovny a stadión v Litovicích. Své sportovní zázemí má i nově postavená škola. Dne 1. září 2007 bylo otevřeno vital studio GREP. V části Břve funguje Sporthotel, jehož součástí je i víceučelová hala pro různé sporty.

## Příroda

### Hydrologie
Na území města se nachází soustava rybníků i s okolím chráněná jakožto přírodní památka Hostivické rybníky (Litovický rybník, Břevský rybník, Kala). Dnes nejsou vytvořeny dobré podmínky k jejich rekreačnímu využití (nízká čistota vody, chybějící zázemí). Retenční a odkalovací nádrž hostivické čističky vody v Paloukách, zvaná Strnad, bývá občas využívána k windsurfingu. I zde jsou problémy s kvalitou vody.
Hlavním vodním tokem je Litovický potok, který po opuštění území města protéká Prahou, zásobuje vodní nádrž Džbán, ze které vytéká  jako Šárecký potok a vlévá se do Vltavy. V centru města se do tohoto potoka vlévá malý Jenečský potok, dnes zčásti vedený v betonovém zakrytém korytě. Na tomto potoce je drobný rybníček umístěný v severní části Jenečka.

### Porost

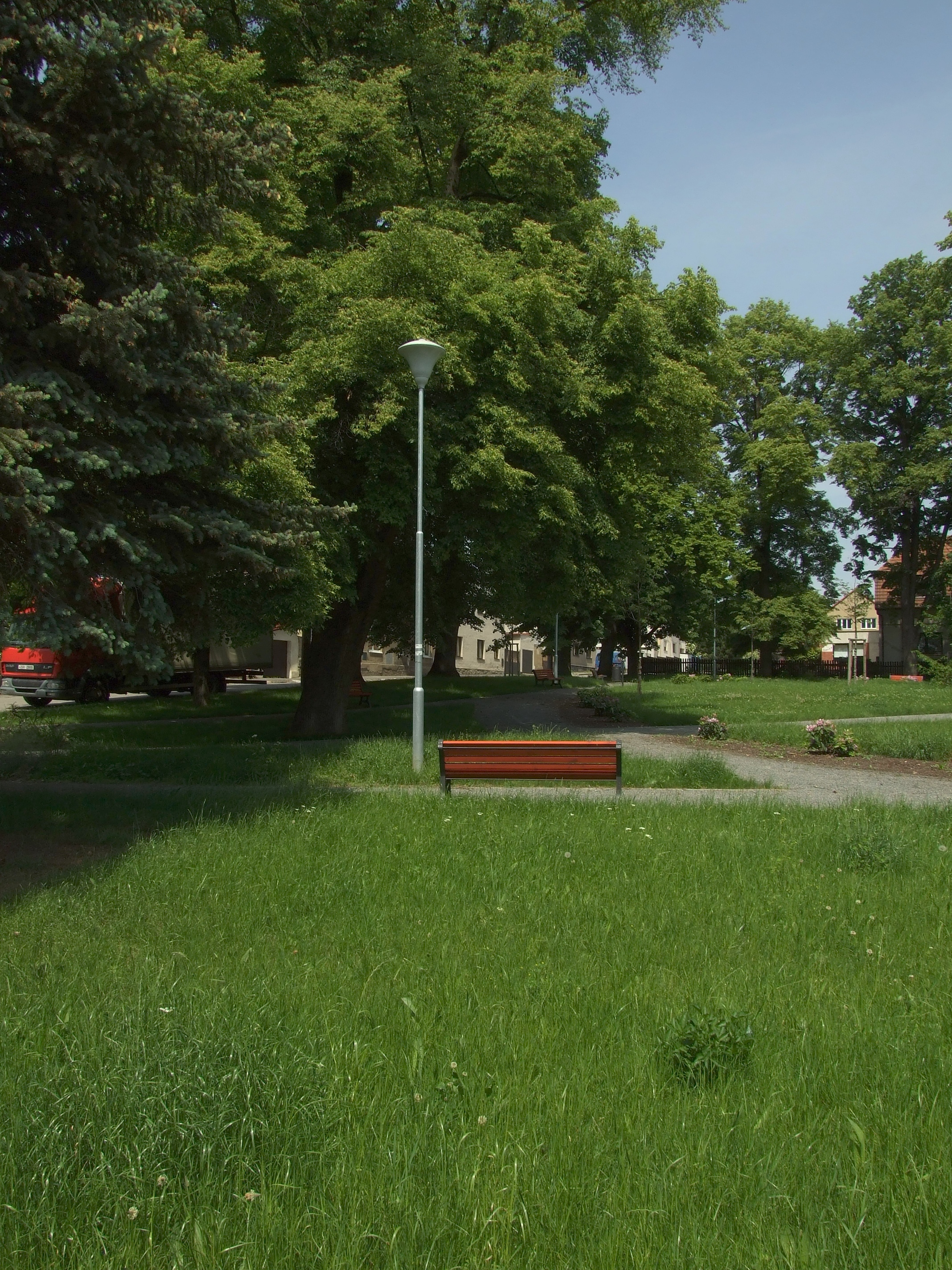
Hostivický park v Nouzově, nedaleko od hranice s Prahou

Na území mezi Břvemi, Litovicemi a Hostivicí v sousedství zmíněných rybníků se nachází les zvaný Bažantnice (a Stromečky v té části, jež nebyla bažantnicí), obsahující mimo jiné mokřady, jež jsou významným hnízdištěm ptactva. Proto je zde vyhlášeno chráněné přírodní území Hostivické rybníky (celková rozloha 112,87 ha, vyhlášeno roku 1996), zahrnující jak samotné rybníky a mokřady, tak i přilehlé druhotné lesní porosty.
Blízké okolí Hostivice trpí nedostatkem lesů, a tak je tento lesík jednou z mála příležitostí k vycházkám v zeleni pro obyvatele. Kromě něho se zde nachází již jen rozlehlý dnes zpustlý třešňový sad Třešňovka nad hostivickým nádražím.
Památnými stromy na území města jsou lípa malolistá v Jiráskově ulici a dvojice lip malolistých před vchodem do areálu kostela.